# Gare du Guichet
Pour les articles homonymes, voir Guichet.
La gare du Guichet est une gare ferroviaire française de la ligne de Sceaux, située dans la commune d'Orsay (département de l'Essonne).
C'est une gare de la Régie autonome des transports parisiens (RATP) desservie par les trains de la ligne B du RER. Elle est, avec la gare d'Orsay-Ville, l'une des deux gares de la commune.

## Histoire
Le bâtiment, construit en pierre meulière, remplace l'ancien terminus de la ligne de Sceaux, la gare des Planches. Une partie des quais se trouve au-dessus de la route nationale 118, sur un pont de 19 m en béton précontraint construit en 1964-1965. Il s'agit de l'un des tout premiers ouvrages de ce type réalisés en France.
Le toponyme Le Guichet est présent sur la carte de Cassini (1756), à environ un kilomètre au nord de la gare, bien avant à l'arrivée du chemin de fer. Le nom de la gare est donc sans lien avec un guichet qui aurait précédé le bâtiment actuel mais rappelle en revanche la  journée du Guichet du 25 septembre 1609.
La progression de sa fréquentation conduit à augmenter sa desserte dès le 13 novembre 2017 aux heures de pointe du matin en direction de Saint-Rémy et à la pointe du soir pour les trains en direction de Paris,.
En 2019, 842 064 voyageurs sont entrés à cette gare, ce qui la place en 57e position des gares de RER exploitées par la RATP pour sa fréquentation.
En 2021, selon les estimations de la RATP, 530 706 voyageurs sont entrés dans cette gare, ce qui la place en 58e position des gares de RER exploitées par la RATP pour sa fréquentation.

## Service des voyageurs

### Accueil
La traversée des voies s'effectue actuellement par un souterrain. Auparavant, une passerelle avait été mise en service le 10 janvier 1974. Elle remplaçait une ancienne traversée en planches.

### Desserte
La gare est desservie par les trains de la ligne B du RER.

### Intermodalité
Un parking est situé à proximité, ainsi qu'une gare routière, desservie par la ligne 9102 du réseau de bus Essonne Sud Ouest et par les lignes 8 (par l'arrêt Ecole du Guichet), 9, 17, 91.05, 91.06, 91.08 et S9 du réseau Réseau de bus Paris-Saclay.

## À proximité
La gare du Guichet est un point d'accès pour de nombreux organismes, écoles, laboratoires, entreprises qui se trouvent pour la plupart sur le plateau de Saclay, à une distance de 2 à 4 km ; elle est reliée à ces sites par des bus.
Parmi les bâtiments ou organismes plus ou moins proches de la gare, on trouve : 
- une partie de l'université de Paris-Sud ;
- le centre de Saclay du Commissariat à l'énergie atomique et aux énergies alternatives ;
- l'école CentraleSupélec ;
- le campus scientifique d'Orsay de l'Université Paris-Sud 11 ;
- l'école Polytech Paris-Sud (anciennement Institut de formation d'ingénieurs de Paris-sud (IFIPS)) ;
- le synchrotron Soleil ;
- le laboratoire Léon Brillouin (laboratoire national de diffusion neutronique) ;
- les centres de recherche et développement de Honeywell, etc.